# Masten Wanjala
Masten Milimu Wanjala (2001-15 de octubre de 2021) fue un presunto asesino en serie de Kenia, acusado de matar a diez niños en Nairobi.
Wanjala admitió haber narcotizado y asesinado a más de 10 niños desde 2016 y haber bebido la sangre de algunos. Se ganaba su confianza haciéndose pasar por un entrenador de fútbol y retuvo a algunos para pedir rescate. Los cuerpos de al menos cuatro víctimas fueron recuperados después de que Wanjala condujera a la policía a los lugares donde se deshizo de ellos. De estas víctimas, dos habían sido estranguladas, una tercera murió por heridas en la cabeza y no se pudo establecer la causa de la muerte del cuarto niño debido al avanzado estado de descomposición. 
Fue arrestado el 14 de julio de 2021 y retenido en la comisaría de policía de Jogoo Road, pero aún no había sido acusado cuando escapó del calabozo el 13 de octubre. Los tres agentes de policía que estaban de servicio en ese momento fueron acusados de permitir y ayudarle a escapar; dijeron que hubo un corte de energía en la comisaría esa noche. Dos días después de su fuga, Wanjala fue reconocido y linchado por una turba enfurecida en Mukhweya, condado de Bungoma, donde se había refugiado en casa de sus padres.